# Broken, Beat & Scarred
«Broken, Beat & Scarred» es la tercera canción del álbum de estudio Death Magnetic de la banda estadounidense Metallica y tercer sencillo del mismo. James Hetfield y Lars Ulrich discutieron largamente sobre el título de esta canción. Hetfield dijo que no le gustaba el título, pero Ulrich estaba "muy firme" en que debería llamarse «Broken, Beat & Scarred».
La canción presenta un inicio muy agitado, del cual parte el riff principal (como el grupo hacía en antaño en los primeros discos de estudio), como en canciones anteriores como «Eye of the Beholder», «Holier Than Thou» o «The Thing That Should Not Be». Es potente y variante, ya que desde el comienzo va siendo constante el ritmo, pero las guitarras varían, dando como resultado un sonido más estilizado con un corto y rápido solo.
La canción habla sobre lo dura que suele ser la vida, y cómo a pesar de caerse, uno puede levantarse, luchar y salir adelante.
Se realizó un videoclip de la canción interpretada por Metallica en vivo, que fue estrenado en marzo de 2009. Los días 4, 6 y 7 de junio, Metallica ofreció un concierto en el Foro Sol en la Ciudad de México, donde dedicó a la gente del país esta canción con motivo de los fuertes problemas que ha tenido recientemente su población, posteriormente como parte de su gira por Latinoamérica en febrero y marzo de 2010, dedicaban la canción en cada concierto a los presentes.

## Créditos
- James Hetfield: Voz y guitarra rítmica.
- Kirk Hammett: Guitarra líder.
- Robert Trujillo: Bajo eléctrico y coros.
- Lars Ulrich: Batería.